# Gai Tarquici Prisc
Gai Tarquici Prisc (llatí: Gaius Tarquitius L. f. Falerna Priscus) va ser un militar romà que va participar en la batalla d'Asculum del 89 aC a les ordes de Gneu Pompeu Estrabó, juntament amb Hirtuleu i Insteu, dos personatges posteriorment esdevinguts partidaris de Sertori. Posteriorment, Tarquici també s'alineà amb Sertori, si és que el llegat de Sertori a la batalla de Lauro del 76 aC és el mateix Tarquici. Uns anys més tard, Sal·lusti i Diodor l'esmenten entre els membres de la conspiració contra Sertori encapçalada per Perpenna.
Sovint és confós amb altres personatges, com ara Quint Tarquici i l'harúspex Tarquici Prisc.